# Muhammad Hidayatullah
Muhammad Hidayatullah (in hindi मुहम्मद हिदायतुल्लाह; Lucknow, 17 dicembre 1905 – Mumbai, 18 settembre 1992) è stato un politico indiano.

## Biografia
È stato Presidente dell'India per circa un mese, dal luglio all'agosto 1969, per un periodo ad interim.
Inoltre è stato Presidente della Corte suprema dell'India dal febbraio 1968 al dicembre 1970.
Dall'agosto 1979 all'agosto 1984 ha ricoperto il ruolo di Vice-Presidente del Paese sotto la presidenza di Neelam Sanjiva Reddy.